# Чигас, Юлюс
Юлюс Чигас (лит. Julius Čygas; 24 ноября 1913, Ясишкяй, Поневежский уезд — после 1966) — литовский советский партийный и административный работник.
Родился в крестьянской семье, с 1930 г. участник молодёжного коммунистического движения, с 1939 г. член Коммунистической партии Литвы. В 1940—1941 гг. работал в Биржайском районном комитете КПСС. Затем служил в 16-й стрелковой дивизии: командир взвода, парторг роты. В 1944—1946 гг. партийный работник в Биржайском и Кретингском райкомах КПСС, затем учился в Республиканской партийной школе. В 1948—1951 гг. председатель райисполкомов — сперва Кретингского, затем Панемунского. Затем на административной работе — в том числе в 1954—1956 гг. главный редактор газеты «Каунасская правда».